# Munakata
Munakata (宗像市; -shi) é uma cidade japonesa na Prefeitura de Fukuoka parte noroeste, é existência central de uma área Norte de Chikuzen (Munakata), e realizou desenvolvimento rápido que focaliza na parte de cidade da área de Akama-ku, Munakata no centro de políticas e economia em recentes anos. É bom e é chamado o meio de uma cidade e o país.  Embora considera como o sócio da zona de Fukuoka, a coisa da coligação política econômica original estabelecida em recentes anos é chamada zona de Munakata.  Atrações turísticas são abundantes e Santuário de Munakata que também faz o Deus-papel da vitória por Deus da segurança de tráfico à qual o Heihachiro Togo e Ashikaga Takauji também adoraram uma vez também os tem.  São feitos esforços historicamente para Japão-Sul amizade de Coréia, e poder também é posto no Japão e a amizade de Nova Zelândia em recentes anos.
Em 2003 a cidade tinha uma população estimada em 92 818 habitantes e uma densidade populacional de 832,45 h/km². Tem uma área total de 111,50 km².
Recebeu o estatuto de cidade a 1 de Abril de 1981.

## História
A área que prosperou através de comércio com a China ou a Coreia do Sul de tempos antigos. Tem o Okinoshima de um candidato de herança mundial no território de Deus de Santuário de Munakata.  Santuário de Munakata só especifica isto como a gama de Deus Kyushu para período de Asuka—tendo—a gama—o leste—Ongagawa e sul—Wakamiya-cho e Miyata-cho, e o oeste atingiu a Shingu-cho.  Idade-de-civil-guerras como um daimyo com o padre de Xintoísmo principal e Munakata Ujisada de Santuário de Munakata—um castelo de Tsutagadake (Monte Joh)--um castelo—estabelecendo—todo o Munakata que contém Onga e Kurate foi protegido de outro daimyos' (Dohsetsu Tachibana, Sr. Ohtomo, etc.) invasão.  Famoso também para lá sendo muita conversa de história de fantasma, desde o incidente de Yamada etc. surgiu.  É o "Munakata organização municipal" execução no dia 1 de abril de 1981.  Funde com Genkai-cho que junta no dia 1 de abril de 2003, e é o "Munakata novo organização municipal" execução.  Oshima-mura foi incluído no dia 28 de março de 2005.  Um pouco menos que cinco intensidade sísmica foi observada pelo Genkainada que grande terremoto gerou no dia 20 de março de 2005, dano entrou fora em várias partes de uma cidade, e o morto também saiu debaixo da influência.  origem É porque a origem do nome de um lugar de Munakata chamada "Minokatachi" - "Minokata" tendo a forma na ocasião de advento e enshrinement de Munakata 3 deusa.  Isto fala com um acento provinciano e se torna "Munakata". estabelecimentos para esportes Arena Global Fukuoka Sanix Blues Chão de Genkai, Kohnominato, cidade de Munakata, prefecture de Fukuoka,